# Zlata Filipović
Zlata Filipović (ur. 3 grudnia 1980 w Sarajewie) – pisarka i producentka filmów dokumentalnych. W czasie wojny w Bośni i Hercegowinie prowadziła dziennik, który został wydany i przetłumaczony na trzydzieści sześć języków.

## Życiorys
Dorastała w rodzinie klasy średniej jako dziecko adwokata i chemiczki. W latach 1991–1993, mieszkając w Sarajewie, prowadziła dziennik opisujący przeżycia wojenne. Przez niektórych jest nazywana bośniacką Anne Frank. Filipović oraz jej rodzina przeżyli wojnę i uciekli do Paryża, gdzie mieszkali przez rok. Filipović uczęszczała do szkoły Dublinie (St. Andrew’s College), jest absolwentką Uniwersytetu Oksfordzkiego w zakresie nauk humanistycznych. Od 2016 roku mieszka w Dublinie, gdzie zajmuje się produkcją filmów dokumentalnych. W 2011 roku wyprodukowała krótkometrażowy film Stand Up! przeciwko dręczeniu w szkołach na tle homofobicznym. Film na YouTube obejrzano ponad 1,8 million razy. Współpracowała z Amnesty International, jest założycielką NYPAW (Network of Young People Affected by War). Wielokrotnie publicznie zabierała głos w sprawie udziału dzieci w konfliktach zbrojnych.

## Twórczość
Dziennik Filpović został wydany w 1993 roku. W Polsce ukazał się jako Dziennik Zlaty. Pisarka opisuje w nim życie w bombardowanym mieście, niedobory żywności oraz koniec szczęśliwego dzieciństwa. Czytelnicy śledzą jej transformację z bystrej dziewczynki w osobę, której cały świat został zniszczony przez okrucieństwo wojny. W 1992 roku Zlata dała pamiętnik swojemu nauczycielowi, który przekazał go do małego wydawnictwa w Sarajewie. Po publikacji wzbudził zainteresowanie na całym świecie. Filipović napisała także przedmowę do The Freedom Writers Diary oraz współredagowała Stolen Voices: Young People’s War Diaries, From World War I to Iraq.
Od 2011 roku zajmuje się także produkcją filmową. Jej dorobek obejmuje filmy dokumentalne i krótkometrażowe. W 2016 roku była nominowana do IFTA (Irish Film and Television Awards) za The Story of Yes na temat wprowadzenia równości małżeńskiej w Irlandii. W 2018 roku otrzymała nagrodę Emmy za The Furthest (Najdalej), który przedstawia historię Programu Voyager.